# Black Summer (singolo)
Black Summer è un singolo del gruppo musicale statunitense Red Hot Chili Peppers, pubblicato il 4 febbraio 2022 come primo estratto dal dodicesimo album in studio Unlimited Love.

## Descrizione
Si tratta della prima pubblicazione del gruppo dopo il secondo rientro in formazione del chitarrista John Frusciante, il cui stile distintivo caratterizza il singolo, segnando un ritorno alle sonorità di Stadium Arcadium. Il brano rappresenta anche il ritorno alla collaborazione con il produttore Rick Rubin, a undici anni dal precedente I'm with You. Secondo quanto riportato in un'intervista esclusiva a NME, la parte di chitarra del brano è stata ideata da Frusciante nella fine del 2019, quando il bassista Flea gli aveva proposto di rientrare nel gruppo, diventando il primo contributo del chitarrista all'album.
Il testo del brano può invece essere interpretato in diversi modi: se secondo alcune ipotesi potrebbe riferirsi alla serie di numerosi incendi boschivi che hanno colpito parte dell'Australia negli anni 2019-2020 viste le origini australiane di Flea, altre sostengono potrebbe riferirsi al riallacciarsi dei rapporti con Frusciante o alla pandemia di COVID-19.

## Promozione
Il 28 gennaio 2022 il gruppo ha fatto ascoltare in anteprima il riff iniziale del brano tramite un breve video animato pubblicato sui propri social network.

## Accoglienza
Nonostante un generale apprezzamento mostrato per Black Summer, l'accento del cantante Anthony Kiedis ha destato confusione. Secondo alcuni infatti, fin dai primi versi Kiedis sfoggia una cadenza tipica irlandese e piratesca, il cui abbinamento con l'autotune non è stato particolarmente apprezzato.
Per quanto riguarda invece la parte strumentale, il lavoro di Frusciante è stato accolto molto positivamente, con Paolo Ragusa di Consequence che l'ha definito come «perfettamente connesso con l'energetica parte del basso». Ragusa ha poi proseguito elogiando più generalmente l'utilizzo della dinamica e dei cori nella ricreazione di un effetto a maxischermo tipico di uno stadio.

## Video musicale
Il video, diretto da Deborah Chow, è stato reso disponibile sul canale YouTube del gruppo in concomitanza con il lancio del singolo.
Girato quasi interamente sfruttando la tecnica del chroma key, il video mostra il gruppo che suona mentre sullo sfondo si alternano immagini rappresentanti diversi scenari naturali e artificiali del mondo.

## Tracce
Testi e musiche di Anthony Kiedis, Flea, John Frusciante e Chad Smith.
1. Black Summer – 3:52

## Formazione
Hanno partecipato alle registrazioni, secondo le note di copertina di Unlimited Love:
Gruppo
- Anthony Kiedis – voce
- John Frusciante – chitarra, voce
- Flea – basso
- Chad Smith – batteria, tamburello

Altri musicisti
- Matthew Rollings[N 1] – pianoforte

Produzione
- Rick Rubin – produzione
- Ryan Hewitt – registrazione, missaggio
- Bo Bodnar – ingegneria del suono
- Phillip Broussard Jr. – ingegneria del suono
- Jason Lader – ingegneria del suono
- Ethan Mates – ingegneria del suono
- Dylan Neustadter – ingegneria del suono
- Jonathan Pfarr – assistenza all'ingegneria
- Chaz Sexton – assistenza all'ingegneria
- Chris Warren – assistenza tecnica
- Henry Trejo – assistenza tecnica
- Lawrence Malchose – assistenza tecnica
- Charlie Bolois – assistenza tecnica
- Chris Warren – tecnico gruppo
- Henry Trejo – tecnico gruppo
- Sami Bañuelos – assistenza gruppo
- Bernie Grundman – mastering (LP)
- Vlado Meller – mastering (CD, download digitale)
- Jermey Lubsey – assistenza al mastering (CD, download digitale)

## Successo commerciale
Black Summer ha debuttato al terzo posto nella classifica Alternative Airplay stilata da Billboard diventando il singolo di maggior successo del gruppo al debutto nella storia della classifica. Dopo aver raggiunto la vetta diventando il sedicesimo posizionamento al numero uno e il ventiseiesimo nella top dieci, record assoluto della classifica, con Black Summer il gruppo ha eguagliato il record precedentemente detenuto dai Green Day di almeno un singolo in vetta in quattro decadi differenti.

## Classifiche
| Classifica (2022)                | Posizione massima |
| -------------------------------- | ----------------- |
| Argentina                        | 85                |
| Austria                          | 60                |
| Canada                           | 38                |
| Croazia                          | 20                |
| Francia                          | 133               |
| Germania                         | 67                |
| Irlanda                          | 31                |
| Islanda                          | 40                |
| Lituania                         | 61                |
| Paesi Bassi                      | 67                |
| Portogallo                       | 110               |
| Regno Unito                      | 43                |
| Repubblica Ceca                  | 83                |
| Slovacchia                       | 99                |
| Stati Uniti                      | 78                |
| Stati Uniti (alternative)        | 1                 |
| Stati Uniti (mainstream rock)    | 2                 |
| Stati Uniti (rock & alternative) | 10                |
| Svizzera                         | 40                |
| Ungheria (download)              | 17                |

## Riconoscimenti
- 2022 – MTV Video Music Award
  - Miglior video rock[24]